# 효자 이면주 정려
효자 이면주 정려(孝子 李勉疇 旌閭)는 세종특별자치시 장군면 용암리에 있는 조선시대의 건축물이다. 1997년 6월 5일 공주시의 향토문화유적(유형) 제30호로 지정되었다가, 행정구역 개편에 따라 2014년 9월 30일 세종특별자치시의 향토문화유산 제49호로 지정되었다.

## 개요
효자 이면주 정려(孝子 李勉疇 旌閭)는 조선시대 효자 이면주(李勉疇, 1818~1871)의 효행(孝行)을 세상에 널리 알려 칭찬하고 기억하기 위해 나라에서 하사한 명정(銘旌)을 현판(懸板)으로 걸어놓은 정문(旌門)이다.
이면주의 본관(本貫)은 전주(全州)로 정종(定宗, 1357~1419)의 열 번째 아들인 덕천군 이후생(德泉君 李厚生, 1397∼1465)의 후손으로 공주시 의당면 용암리 양촌(현재 세종특별자치시 장군면 용암리)에서 태어났다. 어려서부터 부모에 대한 효심이 깊었다고 전하는데 아버지가 병이 들자 지극정성으로 간호하며 약을 구하기 위해서라면 먼 길을 마다하지 않았다. 어느 날 꿈속에서 아버지 병에는 꿩이 좋다는 말을 듣고 깨었는데 집안에 꿩이 날아 들어왔다는 이야기가 있으며, 대소변을 받고 맛을 보아 병의 차도를 알아보고 위독하셨을 때는 자신의 손가락을 잘라 피를 드렸다고 한다.
이면주의 효행에 대해 지역의 유림(儒林)들이 글을 올려 알렸고 당시 예식원(禮式院)의 장례원경(掌禮院卿)이었던 남정철(南廷哲, 1840~1916)이 다시 고종(高宗, 1852~1919)에게 전하여 1905년(고종 42)에 명정을 받고 1906년 정문을 세우게 되었다. 내부에는 이면주의 현판과 효행정려기(孝行旌閭記)가 걸려있으며, 1906년에 세워진 정려비(旌閭碑)가 있다. 이면주 정려는 입안문(立案文)이 보존되어 전해지는데 정려가 내려지게 된 경위와 정문을 지을 때 상황 등이 상세히 기록되어 있다.

## 관련 자료
정문은 세종특별자치시 장군면 용암리에 위치한다. 이면주는 본관이 전주이며 정종의 10남인 덕천군의 13세손으로 고종때 교관을 지냈다. 1906년(고종 광무 9) 효자로 명정되었다. 정문은 맞배집이며 관리를 맡고 있는 5세손 이은팔의 집에서 북동쪽으로 약 100m 거리에 위치해 있다. 정문내에「호자(孝子) 증구품종사랑중학교교관(贈九品從仕郎中學校敎官) 이면주지문(李勉疇之門)」이라는 현판이 있고,「효행(孝行) 정려기(旌閭記)」(1906년, 유인철(柳寅哲) 기(記))와 「정려비(旌閭碑)」(1906년 손자(孫子) 이상뢰(李象賚) 건립, 높이 144cm, 폭 43cm,두께 20cm)가 있다.
이면주(1818~1871)는 공주 의당 용암리 양촌에서 태어나 효심이 지극하여 항시 부모님을 섬기는데 정성을 다하였다. 부친께서 무거운 병으로 자리에 눕게 되자 상분자지주혈하는 등 부친간호에 정성을 다하였다. 하루는 약을 구하기 위하여 몇 십리를 헤매다가 피곤하여 잠깐 눈을 부치고 있는데 꿈속에 한 노인이 나타나서 말하기를 약은 가장 가까운 곳에 있는데 어째서 멀리만 뛰어다니냐고 하므로 그는 약이 가까운 곳에 있다면 어디에 있느냐고 물은 즉, 너의 아버지 병에는 꿩밖에 다른 약이 없느니라 하고 사라지는 것이었다. 그는 꿈에서 깨어나 보니 밤이 깊었다. 내일 아침엔 꿩을 잡아야겠다고 생각하고 꿩을 잡을 궁리를 하다가 동이 틀 무렵 방문을 열고 나오는데 문살에 탁하고 부딪히는 것이 있었다. 그는 언듯 부딪히는 것을 바라본 즉 그것은 꿩이었다. 그는 땅에 떨어져 파닥거리는 꿩을 잡으려고 나오는데 이번에는 머리 위로 꿩이 날더니 집기둥에 부딪혀서 꿩 한 마리가 또 떨어졌다. 그는 생각하기를 이것은 천신이 아버지를 돕는 것이라 생각하고 꿩으로 약을 했더니 아버지의 병환이 바로 낳았다. 그 후 또 부친이 병석에 눕게 되었다. 그는 또 사방으로 뛰어 다녔고 천신께도 기도를 하였으나 차도가 없었다. 하루는 그가 생각하기를 위독할 때는 사람의 피를 먹이면 병이 쉬 고쳐진다는 말을 듣고 그는 손가락을 잘라서 피를 내어 아버지께 드렸다. 그러자 아버지는 조금 병환이 나은 것 같았으나 그 후 곧 돌아가시고 말았다. 이 같은 지극한 이면주의 효행에 감탄한 유림들이 관에 알리어 왕께서 알게 되고 그에게 정려를 내리게 되었다. 이면주의 손자되는 상뢰 또한 출천지 효자로 2대에 걸쳐 효자를 배출하였던 것이다.
이면주의 묘소는 의당면 용암리 양촌 뒷산록에 있다. 한편 효자로 명정받을 당시의 입암문(立案文)도 보존되어 있는데, 이를 보면 충청도내 유생 김태현(金台鉉) 등이 올린 이면주의 효행행적을 예식원장례경(禮式院掌禮卿) 남정철(南廷哲)이 임금님께 올려 정려 내릴 것을 주청하자 임금이 정문을 내리도록 비답한 내용과, 정문을 세울 때 재목과 목수를 관청에서 제공하고 그 자손들의 환상(還上) 및 제반 잡역 일체를 면제해 주도록 조치한 내용 등이 기록되어 있다.